# Catacauma davillae
Catacauma davillae är en svampart som beskrevs av Viégas 1943. Catacauma davillae ingår i släktet Catacauma och familjen Phyllachoraceae.   Inga underarter finns listade i Catalogue of Life.